# Live & Kicking
Live & Kicking était une émission télévisée britannique très populaire au courant des années 1990. Diffusée de 1993 à 2001, le programme visait les jeunes, où les chanteurs et groupes étaient invités à venir jouer leurs chansons. L'émission se voulait "un Top of the Pops pour les jeunes". De nombreux animateurs ont pu animer l'émission et rencontrer les jeunes. L'émission jouait le samedi à 9h00 pour se terminer à 12h15. Il y avait même la mascotte Mr. Blobby qui venait divertir les jeunes. Elle n'apparut qu'en 1995 pour être retirée en 2000.
Après sa dernière émission en septembre 2001, elle fut remplacée par le The Saturday Show.